# SOKO Potsdam
SOKO Potsdam è una serie televisiva tedesca di genere poliziesco prodotta da Bantry Bay Productions e trasmessa dal 2018 dall'emittente ZDF. La serie, nata come spin-off di Soko 5113, ha come protagoniste Caroline Erikson, Katrin Jaehne e Anja Pahl; altri interpreti principali sono Michael Lott, Yung Ngo, Bernd Stegemann, Omar El-Saeidi, Hendrik von Bültzingslöwen, e Skandar Amini.
La serie si compone di 4 stagioni, per un totale di 42 episodi, della durata di 43 minuti ciascuno.  Il primo episodio, intitolato Saubere Gechäfte è stato trasmesso in prima visione il 24 settembre 2018.

## Trama
Protagoniste della serie sono due donne che lavorano fianco a fianco, entrambe con il grado di commissario capo, nella sezione omicidi della polizia di Potsdam, Luna Kunath e Sophie Pohlmann: le due sono legate da una lunga amicizia, che risale all'infanzia. Completano la squadra il capo Bernhard Henschel, i poliziotti David Grünbaum e Christoph Westermann e il medico legale Werner Wense, affiancato da Thomas Brandner.
In seguito, Sophie Pohlmann viene sostituita da Tamara Meurer.

## Episodi
| Stagione         | Puntate | Prima TV Germania | Prima TV Italia |
| ---------------- | ------- | ----------------- | --------------- |
| Prima stagione   | 6       | 2018              | inedita         |
| Seconda stagione | 10      | 2019              | inedita         |
| Terza stagione   | 13      | 2021              | inedita         |
| Quarta stagione  | 13      | 2021              | inedita         |

## Personaggi e interpreti
- Comm. Capo Luna Kunath, interpretata da Caroline Erikson (s. 1-…). È single e sportiva.[3][1]
- Comm. Capo Sophie Pohlmann, interpretata da Katrin Jaehne (s. 1-3). È sposata con figli.[1]
- Comm. Capo Tamara Meurer, interpretata da Anja Pahl (s. 4-...)
- Bernhard Henschel, interpretato da Michael Lott. È il capo della sezione di polizia.[4]
- Werner Vense, interpretato da Bernd Stegemann. È il medico legale.[3][4]